# Državna cesta D56
D56 je državna cesta u Hrvatskoj. Ukupna duljina iznosi 122,5 km.